# Agriculture en Flandre

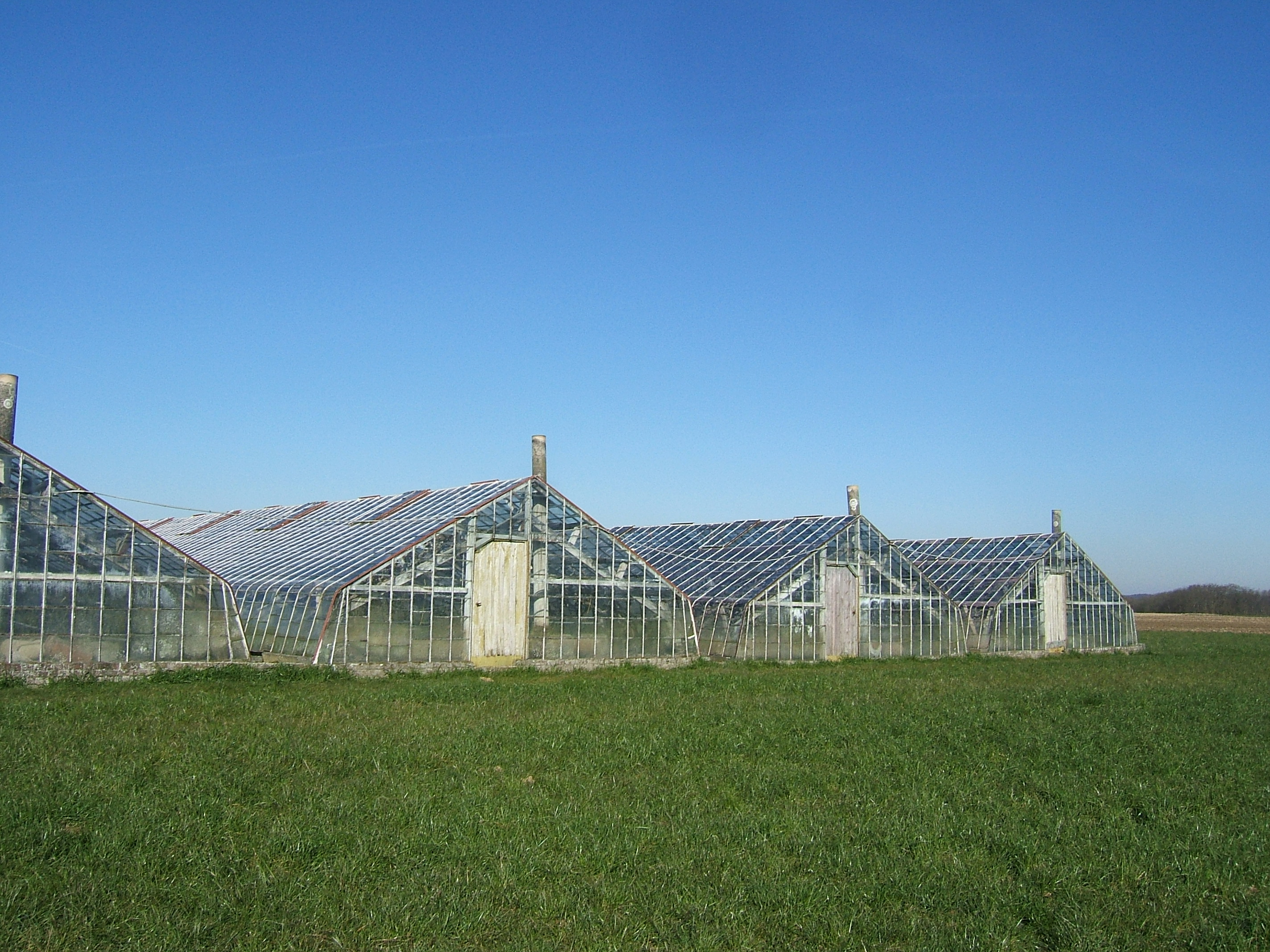
Serres de raisins dans le Brabant flamand

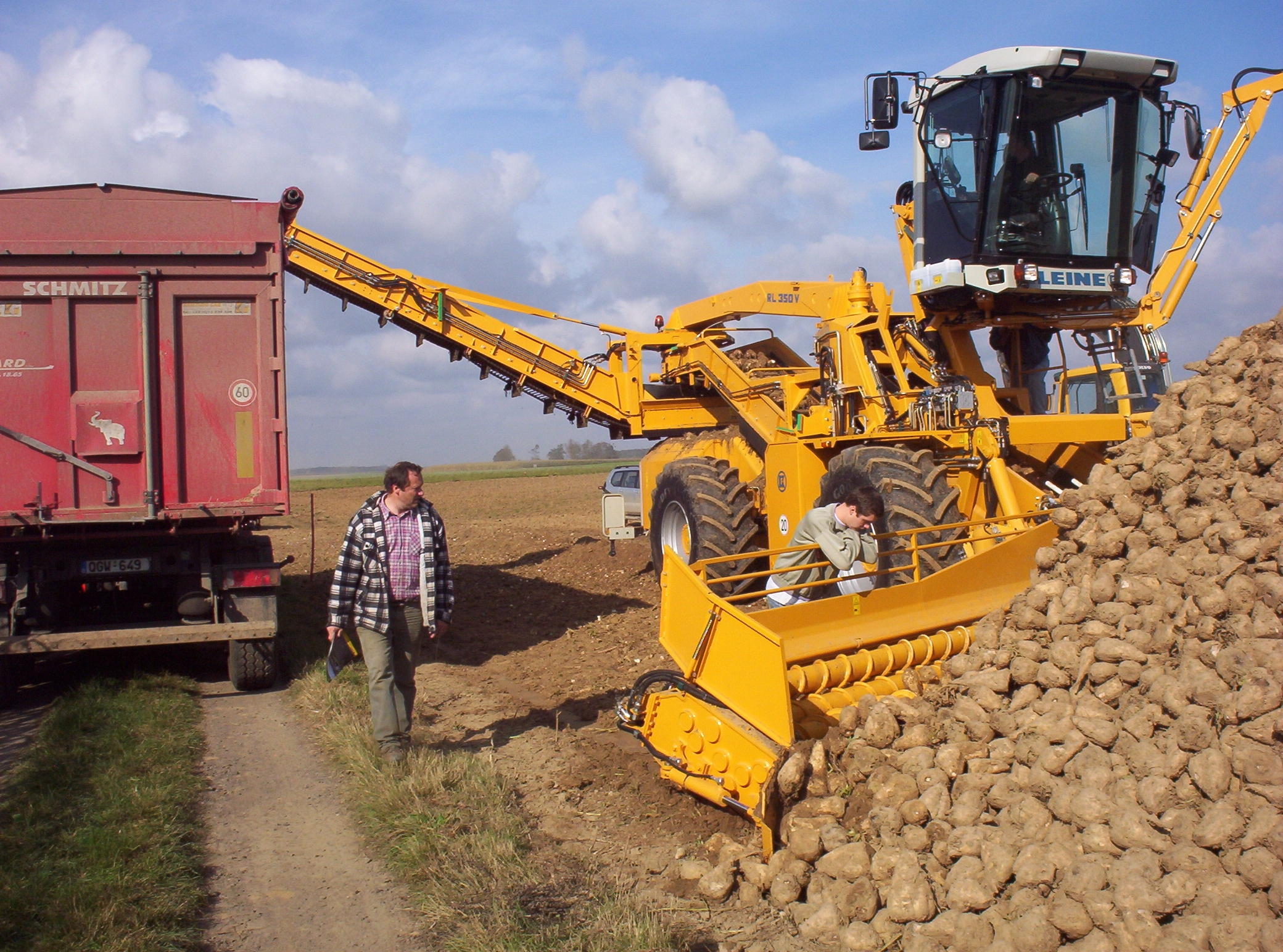
Récolte des betteraves sucrières près de Tirlemont

Le secteur de l’agriculture et l’horticulture en Région flamande revêt traditionnellement un caractère familial, mais se caractérise de plus en plus, tout comme l'agriculture dans d’autres régions, par les extensions, la modernisation et l'élargissement. Les secteurs intensifs représentent la majeure partie de l'agriculture en Flandre : élevages porcins, élevages avicoles, élevages laitiers, cultures de fruits, de légumes et horticulture. En Région wallonne, dans la partie francophone de la Belgique, l’accent est mis sur les cultures et l’élevage extensif lié au sol.

## Intérêt économique
Le secteur de l’agriculture est de moins en moins important en tant que source d'emploi et de valeur ajoutée dans l'économie flamande, mais il reste la pierre angulaire de la campagne. La valeur ajoutée brute du secteur primaire (dont la chasse, la sylviculture et la pêche) représentait en 2008 0,8 % de la valeur ajoutée brute flamande totale.
La valeur de production finale du secteur agricole et horticole flamand exerçant une activité de vente a été estimée en 2010 à 5,1 milliards d’euros. Cela représente une augmentation de 11 % par rapport à 2009 et c’est le chiffre le plus élevé de ces dix dernières années. Dans la valeur de production totale, l’élevage représente 57 %, l’horticulture 31 % et les cultures 12 %. Les cinq produits agricoles les plus importants sont la viande de porc (1,3 milliard d’euros), les légumes (720 millions d’euros), les produits laitiers (630 millions d’euros), la viande de bœuf (590 millions d’euros) et les produits horticoles (530 millions d’euros). 
En 2010, 56 575 personnes étaient régulièrement employées dans le secteur agricole et horticole. Depuis 2000, le nombre de personnes employées a diminué de près de 3 % en moyenne par an. Puisque le secteur de l’agriculture compte beaucoup d’employés irréguliers, comme des travailleurs saisonniers et des travailleurs agricoles indépendants, nous convertissons ce chiffre en main-d’œuvre à temps plein. Le secteur de l’agriculture et de l’horticulture flamand emploie 44.058 travailleurs à temps plein. 33 % d’entre eux travaillent dans des entreprises horticoles spécialisées, 18 % dans des entreprises mixtes et 13 % dans les entreprises laitières.

## Aspects structurels
La Région flamande comptait en 2010 28 331 entreprises agricoles. En dix ans, le nombre d’entreprises a diminué d'environ 30 %. Cela représente une diminution de 3,6 % par an. Parallèlement, nous avons assisté à une amplification continue. Par rapport à 2000, la superficie moyenne de terres cultivées a augmenté de pas moins de 40 %, pour atteindre 21,8 ha. 86 % des entreprises agricoles sont spécialisées dans une certaine orientation de production. Avec ses 52 %, l'élevage est de loin la première spécialisation.
Le cheptel diminue aussi. En 2010, il y avait en Flandre 1,3 million de bovins, 6 millions de porcs et 29,1 millions de volailles, soit entre 15 % et 20 % de moins qu’il y a dix ans. La superficie des terrains cultivés est restée relativement stable cette décennie (-3 %). 46 % de la superficie flamande ou 617 000 ha sont destinés à l’agriculture et à l’horticulture. Les prairies, les pâturages et les plantes fourragères occupent 60 % de la superficie, ce qui indique l’importance de l’élevage bovin en Flandre. 
En 2010, l’agriculture biologique occupait en Région flamande 3 822 ha, soit 0,6 % de la superficie de culture totale. On comptait 256 entreprises biologiques, soit une augmentation nette de 14 unités par rapport à 2009. Ces dernières années, la superficie et le nombre d’entreprises ont constamment augmenté, en partie sous l’impulsion du Plan d’Action stratégique Agriculture biologique 2008-2012. 

## Répartition régionale

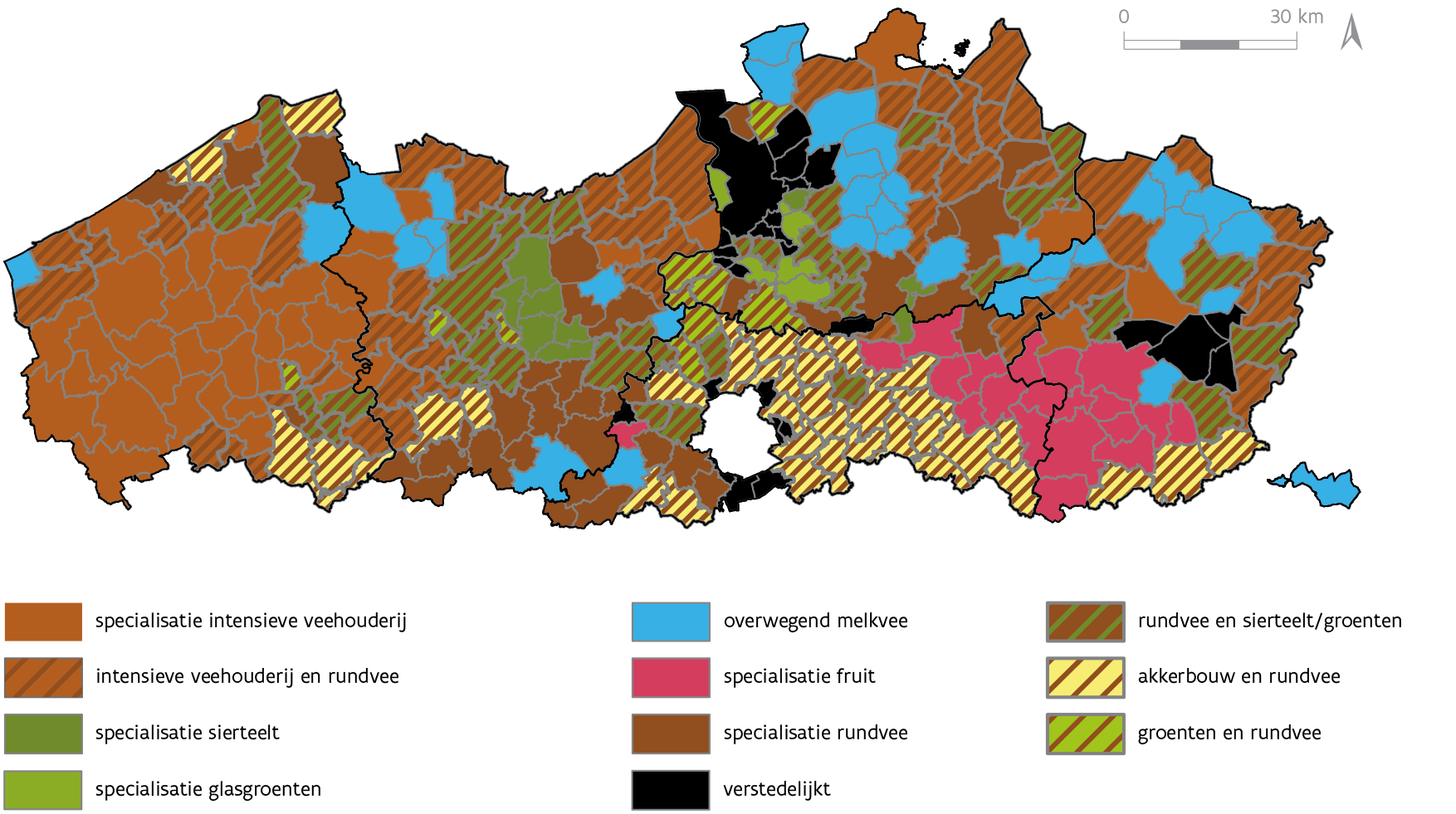
Carte des spécialisations locales en Flandre (2016).

Le secteur agricole flamand est composite et connaît une hétérogénéité selon les régions comme l'illustre la carte de caractérisation agricole classifiant les communes présentant une activité agricole similaire. Les régions typiques sont ainsi reconnaissables : les fruits autour de Saint-Trond et les légumes autour de Wavre-Sainte-Catherine, Roulers et Hoogstraten. On retrouve l’horticulture autour de Gand. L’élevage porcin se concentre en Flandre-Occidentale, dans le Meetjesland, le pays de Waes et la Campine. L’élevage laitier est important dans les Ardennes flamandes et le Pajottenland, mais aussi en combinaison avec l’amélioration génétique en Campine. L’élevage bovin se retrouve surtout dans la région de Bruges, le sud de la Flandre-Occidentale et de la Flandre-Orientale et en combinaison avec les cultures dans le Brabant flamand et le sud du Limbourg. 
Cette variation s’explique par l'histoire et des facteurs physiques liés au sol. Les entreprises d’amélioration génétique se sont établies à proximité directe de l’industrie des aliments composés et des abattoirs. La culture des fruits et des légumes se concentre autour des marchés de gros et de l’industrie dérivée. Les cultures se situent surtout sur des terres riches, tandis que l’élevage est réalisé sur des terrains plus pauvres.

## L’agriculture et l’environnement
L’éco-efficacité de l'agriculture flamande augmente depuis 2000, car l’utilisation des nutriments et des pesticides chimiques  ainsi que l’émission de gaz à effet de serre et de particules fines sont en baisse. Seule l’érodabilité des plantes augmente. L’extension des entreprises et la diminution du cheptel ont renforcé la réduction des émissions.
En 2008, l’agriculture a consommé 48 millions de mètres cubes d’eau. C'est un peu plus qu’en 2007, mais moins qu’en 2005 et 2006. Pas moins de 40 % de cette eau proviennent des nappes phréatiques et un peu plus d'un quart de l'eau de pluie. La consommation énergétique totale de l’agriculture s’élevait en 2008 à 26 pétajoules (PJ, soit 1015 J). C’est moins qu’en 2007. Le pétrole reste la principale source d’énergie, mais nous constatons une conversion évidente vers le gaz naturel ; l'énergie issue de la cogénération est elle aussi en hausse. L’horticulture en serre est le principal consommateur d’eau et d’énergie.
En 2008, les émissions totales des gaz à effet de serre que sont le méthane (CH4), l'oxyde nitreux (N2O) et le dioxyde de carbone (CO2) de l’agriculture s’élevaient à 8 385 kilotonnes d’équivalents CO2. Cela représente une diminution de 18 % par rapport à 1990. L’agriculture représente 11 % des émissions totales de gaz à effet de serre, car 56 % des émissions de N2O et 76 % des émissions de CH4 proviennent de l’agriculture. Les émissions de méthane proviennent surtout des processus de digestion de l’élevage.

## Politique agricole
Les développements enregistrés sur la scène internationale ont un impact sur l’agriculture en Flandre et en Europe: l’augmentation de la population mondiale, les changements climatiques, l’épuisement des combustibles fossiles et des matières premières non renouvelables, les variations de prix des denrées alimentaires, l’utilisation des organismes génétiquement modifiés (OGM). Le secteur de l’agriculture sera lui aussi confronté à l’avenir à une plus grande libéralisation du commerce mondial et à une globalisation des chaînes alimentaires. La stratégie Europe 2020 récemment introduite et le futur cadre financier pluriannuel créent un contexte au sein duquel la Politique agricole commune devra prouver sa pertinence et agir après 2013. 
En 2009, en Région flamande, 23 500 agriculteurs ont reçu près de 269 millions d’euros d’aide directe. Cela représente en moyenne 11 450 euros par entreprise. Les droits au paiement en représentaient plus de 233 millions d’euros. La prime à la vache allaitante représentait 29,1 millions d’euros, tandis que la prime à l’abattage des veaux s’élevait au total à 5,7 millions d’euros. En 2008, l’aide directe représentait en moyenne 5 % des recettes et 25 % des revenus d’entreprise dans le secteur agricole et horticole. Avec ses 27 %, l’élevage laitier était le secteur le plus important au niveau de l’aide directe, suivi par le bétail à viande avec 18 % et l’élevage mixte avec 11 %.
En 2009, la Région flamande enregistrait 102 millions d'euros de dépenses publiques pour le programme de développement rural. Les investissements présentant une contribution positive pour l’environnement représentaient 26,6 millions d’euros. La majeure partie de ceux-ci est destinée aux installations de cogénération (PCCE), aux cellules photovoltaïques et aux chauffe-eaux solaires ainsi qu’aux porcheries aux faibles émissions d’ammoniac. L’aide au développement rural représentait en 2008 2 % des recettes et 9 % des revenus d’entreprise. L’horticulture représentait 21 % et laissait donc les entreprises se consacrant à l’élevage porcin et au bétail laitier derrière elle.

## Aspects sociaux
L’âge moyen des dirigeants des entreprises agricoles professionnelles est passé de 46,5 ans en 2000 à 50 ans en 2010. La majeure partie des dirigeants d’entreprise (un cinquième) a entre 45 et 50 ans. La classe moyenne et la catégorie des 65 ans et plus augmentent aussi. La succession est surtout un problème touchant les plus petites entreprises. 
Le niveau de formation des exploitants flamands a constamment augmenté ces dix dernières années. En 1959, 95 % des dirigeants n’avaient qu’une expérience pratique. Ils étaient 52 % en 2010. Ce sont surtout les petites entreprises qui sont aujourd’hui dirigées par des exploitants ne bénéficiant que d’une expérience pratique. Plus les entreprises sont grandes, plus les dirigeants présentent un niveau de formation élevé. En 2010, parmi les débutants, 28 % présentaient une formation de l’enseignement supérieur, 68 % de l’enseignement secondaire et 4 % de l’enseignement primaire.
La pauvreté est une réalité dans le milieu rural. Le nombre d’agriculteurs dans le besoin s’adressant à l’ASBL Boeren op een Kruispunt a augmenté chaque année depuis sa création en 2007, puis il a diminué en 2010. Cela représente 200 inscriptions, provenant principalement de Flandre-Occidentale (82) et de Flandre-Orientale (47).

## L’agriculture au sein de l’industrie agroalimentaire
Le secteur agricole n’est pas isolé ; il fait partie d’une industrie agroalimentaire bien plus vaste. Outre le secteur agricole et horticole, la sous-traitance agricole, l’industrie alimentaire et le commerce y jouent un rôle important. La tendance est que de moins en moins d'entreprises produisent un chiffre d’affaires et une valeur ajoutée toujours plus grands. L’industrie agroalimentaire flamande compte d’après les derniers chiffres disponibles 42 600 entreprises assujetties à la TVA et génère un chiffre d’affaires de 51,7 milliards d’euros ainsi qu’une valeur ajoutée de 6,3 milliards d’euros. Depuis 2000, le chiffre d’affaires a augmenté d’un quart. Ce secteur occupe 104 000 travailleurs. L’industrie alimentaire assure plus de la moitié de la valeur ajoutée et de l'emploi.
L’ensemble du commerce belge de produits agricoles a enregistré en 2009 un solde commercial positif. Les exportations représentent 30 milliards d’euros, tandis que les importations s’élèvent à 27 milliards d’euros. Les importations et les exportations ont diminué par rapport à 2008. L'excédent commercial a lui aussi diminué de 4 % en 2009, pour atteindre 3,4 milliards d’euros. La part des exportations de produits agricoles dans les exportations belges totales était de 12 %. Notons aussi que le secteur agricole représente environ un quart de l’excédent commercial belge total. L’excédent commercial est surtout dû aux produits d’origine animale, comme la viande de porc, et aux produits agro-industriels (matériel agricole, pesticides et engrais). En ce qui concerne les produits horticoles, c’est surtout l’exportation des légumes congelés qui se distingue.

## Littérature
- Bernaerts E., Demuynck E. & Platteau J. (2010) Productierekening van de Vlaamse land- en tuinbouw 2010, Domaine politique de l’Agriculture et de la Pêche, Division de l’Analyse de la Politique agricole, Bruxelles.
- Bral L. (red.) (2010) Vlaamse Regionale Indicatoren 2010, Service d’étude du Gouvernement flamand, Bruxelles.
- Danckaert S., Lenders S. & Oeyen A. (2009) L’activité agricole dans les communes flamandes, épreuve de typologie, Domaine politique de l’Agriculture et de la Pêche, Division de l’Analyse de la Politique agricole, Bruxelles.
- Deuninck J. (2010) Analyse van de rechtstreekse steun uit Pijler I aan de landbouwer: campagne 2008, Département de l’Agriculture et de la Pêche, Division de l’Analyse de la Politique agricole, Bruxelles.
- Lenders S., D’hooghe J. & Coulier T. (2010) La pression environnementale issue de l’agriculture sur base des données du réseau de contrôle de l’agriculture 2005-2008, Département de l’Agriculture et de la Pêche, Division de l’Analyse de la Politique agricole, Bruxelles.
- Platteau J., Van Gijseghem D. & Van Bogaert T (reds.) (2010) Rapport agricole 2010, Département de l’Agriculture et de la Pêche, Bruxelles.
- Platteau J. & Van Bogaert T. (reds.) (2009) Indicateurs agricoles au format de poche 2009, Département de l’Agriculture et de la Pêche, Division de l’Analyse de la Politique agricole, Bruxelles.
- Samborski V., Janssens J. & Platteau J. (2010) Agrohandelsrapport 2009, Département de l’Agriculture et de la Pêche, Division de l’Analyse de la Politique agricole, Bruxelles.
- Samborski V. & Van Bellegem L. (2011) De biologische landbouw in 2010, Département de l’Agriculture et de la Pêche, Division de l’Analyse de la Politique agricole, Bruxelles.
- Van Steertegem M. (eindred.) (2010) MIRA Indicatorrapport 2010 , Rapport environnemental de la Flandre, Société flamande de l’environnement.
- Van Zeebroeck M. & Maertens E. (2010) Programme de développement rural en Flandre 2007-2013, Rapport annuel 2009, Département de l’Agriculture et de la Pêche, Division de l’Analyse de la Politique agricole, Bruxelles.